# Kikkō

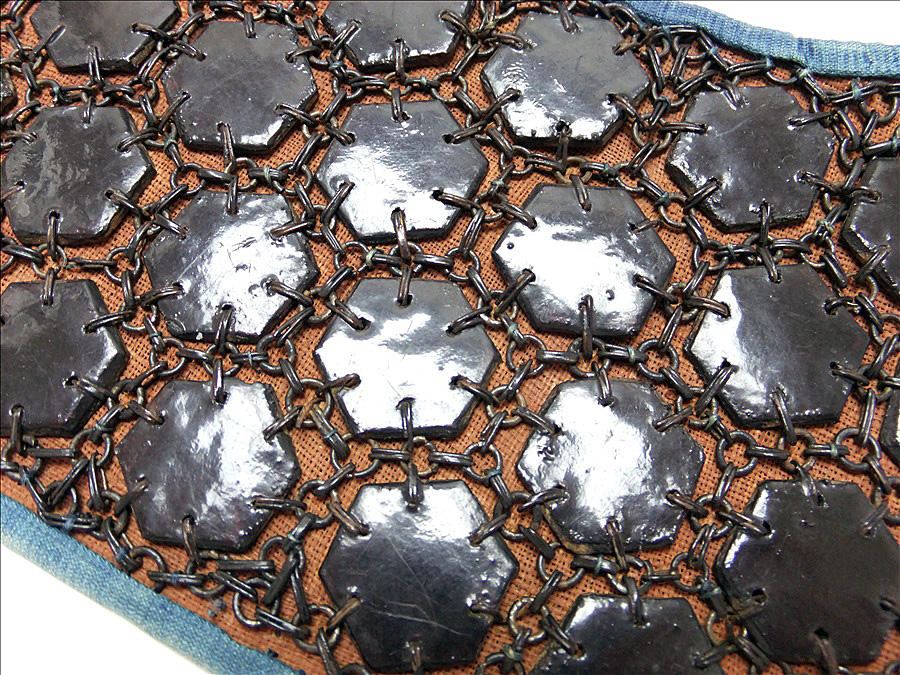
Ein Waki-Biki mit gut zu erkennenden Kikko-Panzerplatten.

Unter Kikkō (jap. 亀甲, dt. „Schildkrötenpanzer“) versteht man Platten aus Eisen oder hartem Leder, die, ähnlich einem Schuppenpanzer, als Bestandteil von Rüstungen der Samurai sowie der Ashigaru im feudalen Japan zum Einsatz kamen.

## Aufbau

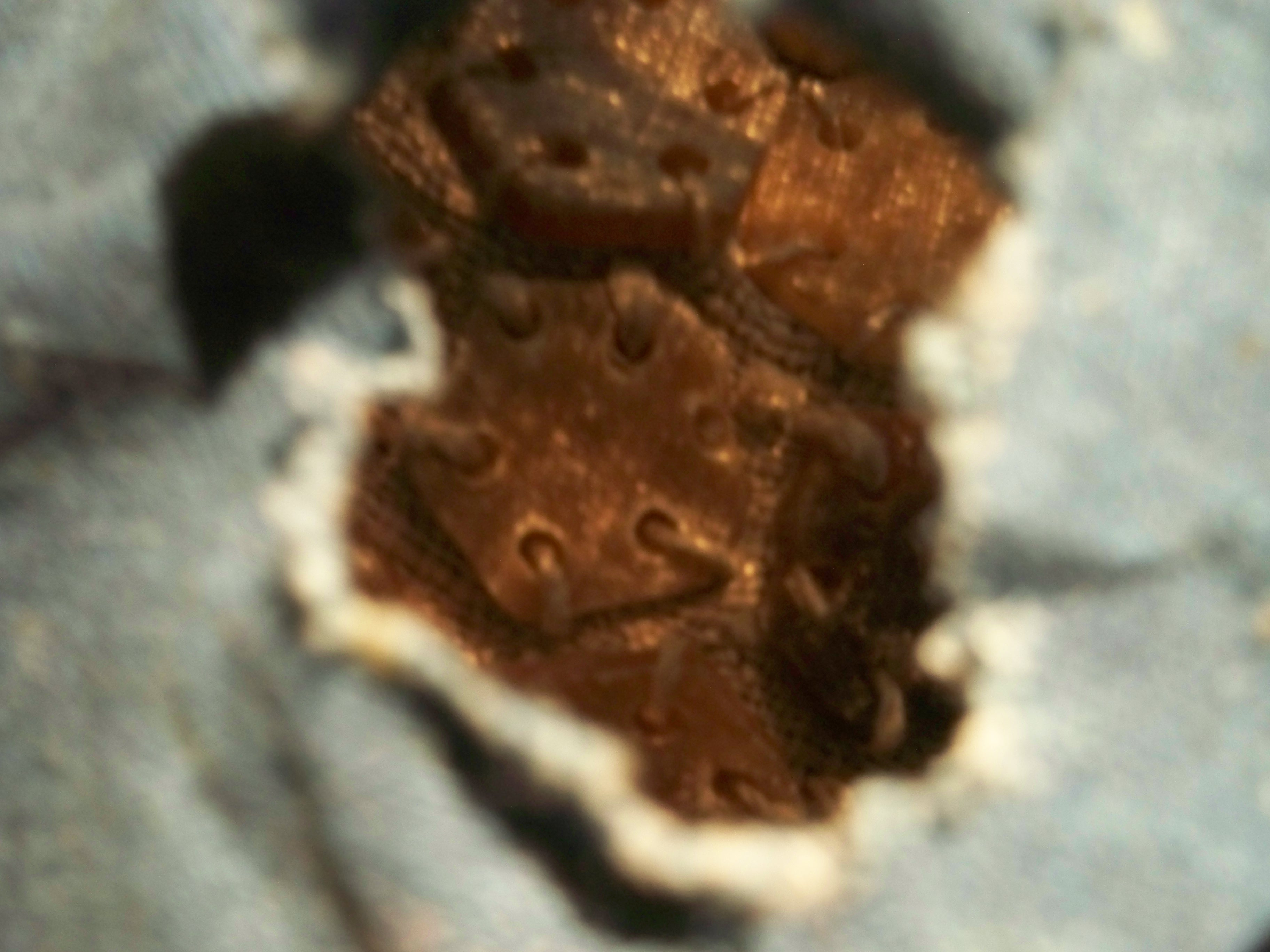
In der Nahaufnahme sind die zwischen zwei Textilschichten vernähten Kikko gut zu erkennen.

Kikkō sind kleine, sechseckige Platten, welche sich an der Form der Platten eines Schildkrötenpanzers orientieren und daher entsprechend benannt wurden. Dabei wurden einzelne Kikkō mittels in den Rand oder die Mitte gebohrten Löchern an der Stoffunterfütterung der Rüstung festgenäht oder alternativ wurden die Platten wie ein Kettenhemd untereinander durch die Löcher verbunden. Daraus entstand nun entweder die Außenschicht der Rüstung oder die Kikkō wurden versteckt zwischen zwei Textilienschichten eingebracht und dienten somit als verdeckter Schutz vor Angriffen. Die resultierende Kikkō-Rüstung wurde in jeder Klasse der Samurai und Fußsoldaten zum Einsatz gebracht.
Im Westen wurde diese Art der Rüstung unter anderem von George Cameron Stone beschrieben. Stone sprach in seinem Werk von 1934 von „Schuppenpanzern“ aus „kleinen Sechsecken“, die man in Japan häufig verwendet hatte, welche aus „Stahl oder hartem Leder“ gemacht wurden und „gelegentlich den gesamten Körper umhüllten“.

## Verwendung

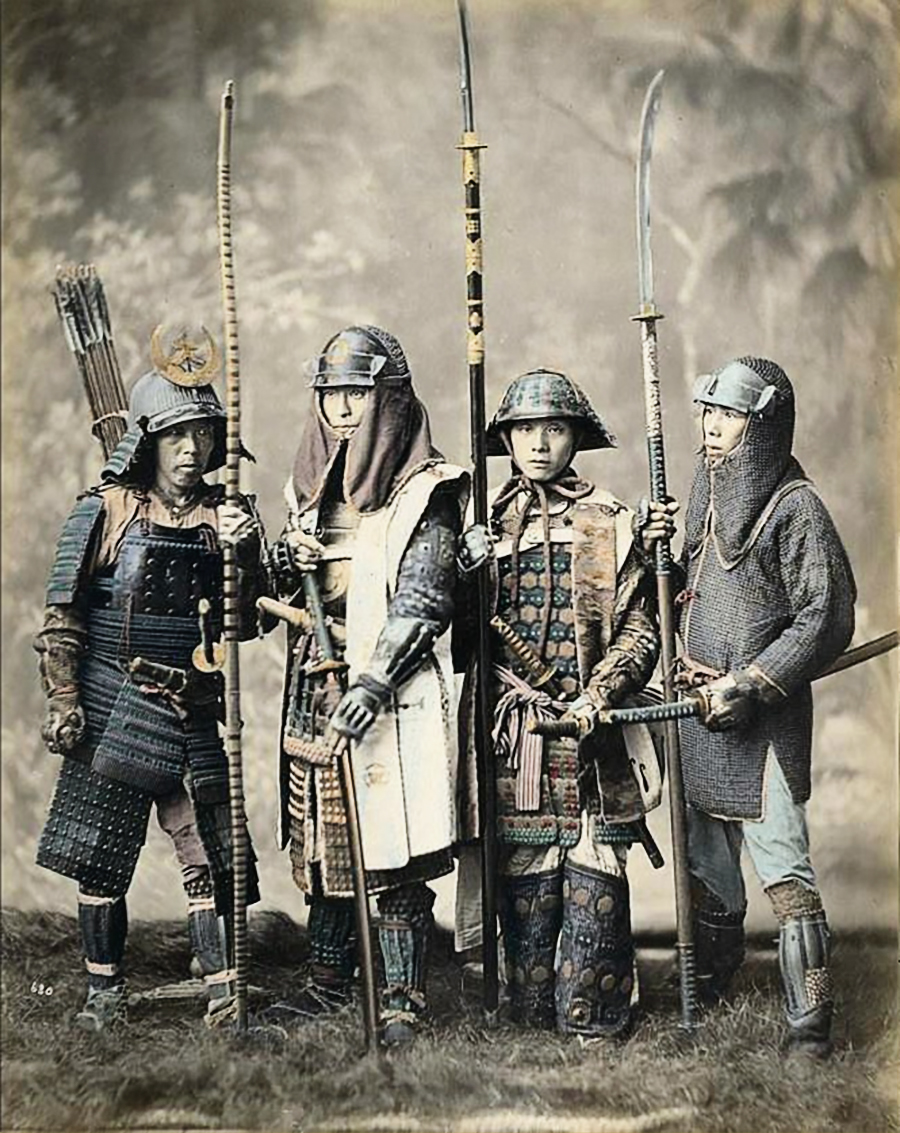
Der zweite Samurai von rechts trägt einen Brustpanzer und Schienbeinschützer aus Kikkō-Platten.

Traditionelle japanische Rüstungen, darunter beispielsweise Sune-Ate (Schienbeinpanzer) und Tate-Eri (Schulterplatten) wurden häufig mit Kikkō verstärkt. Die Haidate (Rock zum Oberschenkelschutz) und Kote (Panzerung für Arme und Hände) wurden teilweise oder auch vollständig mit den Platten bedeckt. Aus Kikkō konnten leichte, faltbare Rüstungen (kikkō tatami gusoku) gebaut werden, die sogar eine faltbare Brustplatte (kikkō tatami dō) aufwiesen, weiters konnten andere Rüstungsarten wie Waki-Biki und Manjiyuwa auch mit Kikkō ausgestattet werden. Die Helme der Samurai (Kabuto) wiesen oftmals einen Nackenschutz (shikoro) aus Kikkō, die auf einem Stoffuntergrund angenäht waren, auf.
Im Buch Arms and armor of the samurai: the history of weaponry in ancient Japan von Ian Bottomley aus dem Jahr 1994 wird ein Stirnschutz (hitai are) mit einer Kapuze aus Kikkō beschrieben. Weiters findet sich dort die kikkōganedō, der faltbare Brustpanzer aus den besagten Platten.